# Comuna Beloslav, Varna
Beloslav (în bulgară Белослав) este o comună în regiunea Varna, Bulgaria, formată din orașul Beloslav și satele Ezerovo, Razdelna și Strașimirovo. 

## Demografie
Componența etnică a obștinei Beloslav
     Nicio identificare (11,04%)
     Turci (6,89%)
     Bulgari (79,17%)
     Romi (0,58%)
     Altele (2,31%)
La recensământul din 2011, populația comunei Beloslav era de 11.023 locuitori. Din punct de vedere etnic, majoritatea locuitorilor (79,17%) erau bulgari, cu o minoritate de turci (6,89%). Pentru 11,04% din locuitori nu este cunoscută apartenența etnică.